# Ylimmäinen Raajärvi
Ylimmäinen Raajärvi är en sjö i kommunen Mäntyharju i landskapet Södra Savolax i Finland. Sjön ligger 83,1 meter över havet. Arean är 50 hektar och strandlinjen är 5,44 kilometer lång. Sjön  ingår i Vuoksens huvudavrinningsområde.   Den ligger omkring 52 kilometer söder om S:t Michel och omkring 170 kilometer nordöst om Helsingfors. 